# توبلونگو
توبلونگو شهری در شهرستان سابسه در استان بام در بورکینافاسوی شمالی است و جمعیت آن ۱۹۶ نفر است.